# Putignano
Putignano est une ville italienne de la ville métropolitaine de Bari dans la région des Pouilles.

## Géographie

### Hameaux
San Pietro Piturno

### Communes limitrophes
Castellana Grotte, Conversano, Gioia del Colle, Noci, Turi, Alberobello

## Politique et administration
| Période                                  | Période  | Identité             | Étiquette    | Qualité |
| ---------------------------------------- | -------- | -------------------- | ------------ | ------- |
| 26 mai 2014                              | En cours | Domenico Giannandrea | Centrodestra |         |
| Les données manquantes sont à compléter. |          |                      |              |         |

## Économie
Le territoire communal fait partie de la zone de production de la mozzarella di Gioia del Colle (AOP).

## Culture locale et patrimoine

### Carnaval
Les costumes sont d'une beauté déroutante ; on dit en italien « tomato ».

### Gastronomie
- taralli et farinella

### Personnalités liées à la commune
- Giovanni Cesare Netti (1649-1686), prêtre et compositeur italien, né à Putignano
- Giovanni Laterza (1873-1843), éditeur, né à Putignano
- Roberto Lerici (1887-?), général italien, commanda à Putignano le IXe corps d'armée qui y avait son quartier général
- Angelo D'Alessandro (1926-2011), scénariste, réalisateur et acteur italien, né à Putignano
- Vincenzo Silvano Casulli (1944-2018), astronome, né à Putignano
- Piero Colaprico (1957), journaliste et auteur de romans policiers, né à Putignano
- Emanuele Scagliusi (1984), homme politique et député, né à Putignano
- Francesca Galizia (1981), femme politique et députée, née à Putignano